# Hermanas de la Adoración del Sagrado Corazón
La Congregación de Hermanas de la Adoración del Sagrado Corazón de Jesús (oficialmente en francés: Congregation de Sœurs de l'Adoration du Sacré-Coeur de Jésus) es una congregación religiosa católica femenina de derecho pontificio, fundada por la religiosa francesa Juana Francisca de Jesús (Caroline de Choussy de Grandpré) en 1820, en Lyon. Las religiosas de este instituto son conocidas como hermanas de la Adoración del Sagrado Corazón y posponen a sus nombres las siglas A.S.C.

## Historia
La dama francesa Caroline de Choussy de Grandpré, bajo la dirección del sacerdote Leonardo Furnion (de la Sociedad de los Misioneros de San Ireneo), emprendió la tarea de reunir a un grupo de jóvenes dispuestas a dedicarse a la adoración perpetua del Sagrado Corazón de Jesús y a la educación de la juventud en la ciudad de Lyon en Francia. Las mujeres dieron inicio al nuevo instituto en 1820 y Caroline cambió su nombre por Juana Francisca de Jesús (en francés: Jeanne-Françoise de Jésus).
La congregación recibió la aprobación diocesana de parte del cardenal Bonald, obispo de Lyon, el 25 de enero de 1854. Recibió el decreto pontificio de alabanza el 2 de octubre de 1893, por medio del cual el papa León XIII la reconoció como un instituto de derecho pontificio. Sus constituciones fueron aprobadas definitivamente por la Santa Sede el 21 de diciembre de 1900.

## Organización
La Congregación de Hermanas de la Adoración del Sagrado Corazón de Jesús es un instituto religioso centralizado gobernado por la superiora general. En la actualidad el cargo lo ocupa la religiosa italiana Maria Raffaella Pasquali y la sede central se encuentra en Roma.
Las religiosas del instituto se dedican a la adoración perpetua y a la educación cristiana de la juventud, a través de los centros de enseñanza de la congregación. En 2015, eran unas 16 religiosas en cuatro conventos, presentes en Francia e Italia.